# 청춘 배달
청춘 배달은 한국에서 제작된 김수용 감독의 1959년 영화이다. 김진규 등이 주연으로 출연하였고 김인수 등이 제작에 참여하였다.

## 출연

### 주연
- 김진규
- 최지희
- 김희갑
- 구봉서

## 제작진
- 조명: 서병수
- 녹음: 손인호
- 미술: 임명선